# 角昂志郎
角 昂志郎（すみ こうしろう、2002年8月13日 - ）は、東京都練馬区出身のプロサッカー選手。Jリーグ・ジュビロ磐田所属。ポジションは、ミッドフィールダー。

## 来歴

### クラブ
横河武蔵野FCジュニア所属にしていた小学生時代にダノンネーションズカップ2014で日本勢としての初優勝の原動力となった。東京武蔵野シティFC U-15を経て、高校年代からはFC東京U-18へ加入。2019年3月、トップチームに2種登録され、FC東京U-23として同年7月6日のJ3第15節・カターレ富山戦でJリーグデビューした。
2024年3月17日、2025シーズンよりジュビロ磐田への加入内定したことが発表され、3月22日特別指定選手として登録された。

### 代表
2017年から各年代別の日本代表に選出され、AFC U-16選手権2018 (予選)、AFC U-16選手権2018に出場。2018年12月に交通事故に遭ったことを機にグロインペイン症候群を発症し、一時は2019 FIFA U-17ワールドカップ出場が危ぶまれたが、負傷を乗り越え最終的には同大会に出場するU-17日本代表のメンバーに入った。

## 所属クラブ
- 横河武蔵野FCジュニア
- 横河武蔵野FCジュニアユース / 東京武蔵野シティFC U-15
- 2018年 - 2020年 FC東京U-18（日本大学豊山高等学校[10]）
  - 2019年3月 - 2020年  FC東京（2種登録選手）
- 2021年 - 2024年 筑波大学蹴球部
  - 2024年  ジュビロ磐田（特別指定選手）
- 2025年 -  ジュビロ磐田

## 個人成績
| 国内大会個人成績 | 国内大会個人成績 | 国内大会個人成績 | 国内大会個人成績 | 国内大会個人成績             | 国内大会個人成績 | 国内大会個人成績 | 国内大会個人成績 | 国内大会個人成績 | 国内大会個人成績 | 国内大会個人成績 | 国内大会個人成績 |
| 年度             | クラブ           | 背番号           | リーグ           | リーグ戦                     | リーグ戦         | リーグ杯         | リーグ杯         | オープン杯       | オープン杯       | 期間通算         | 期間通算         |
| 年度             | クラブ           | 背番号           | リーグ           | 出場                         | 得点             | 出場             | 得点             | 出場             | 得点             | 出場             | 得点             |
| 日本             | 日本             | 日本             | 日本             | リーグ戦                     | リーグ戦         | リーグ杯         | リーグ杯         | 天皇杯           | 天皇杯           | 期間通算         | 期間通算         |
| ---------------- | ---------------- | ---------------- | ---------------- | ---------------------------- | ---------------- | ---------------- | ---------------- | ---------------- | ---------------- | ---------------- | ---------------- |
| 2019             | F東23            | 54               | J3               | 7                            | 0                | -                | -                | -                | -                | 7                | 0                |
| 2022             | 筑波大学         | 13               | -                | -                            | -                | -                | -                | 2                | 1                | 2                | 1                |
| 2023             | 筑波大学         | 10               | -                | -                            | -                | -                | -                | 1                | 1                | 1                | 1                |
| 2024             | 筑波大学         | 10               | -                | -                            | -                | -                | -                | 3                | 0                | 3                | 0                |
| 2024             | 磐田             | 39               | J1               | 1                            | 0                | 1                | 0                | 0                | 0                | 2                | 0                |
| 2025             | 磐田             | 39               | J2               |                              |                  |                  |                  |                  |                  |                  |                  |
| 通算             | 日本             | 日本             | J1               | 1                            | 0                | 1                | 0                | 0                | 0                | 2                | 0                |
| 通算             | 日本             | 日本             | J2               | \|\|\|\|\|\|\|\|\|\|\|\|\|\| |                  |                  |                  |                  |                  |                  |                  |
| 通算             | 日本             | 日本             | J3               | 7                            | 0                | -                | -                | -                | -                | 7                | 0                |
| 通算             | 日本             | 日本             | 他               | -                            | -                | -                | -                | 6                | 2                | 6                | 2                |
| 総通算           | 総通算           | 総通算           | 総通算           | 8                            | 0                | 1                | 0                | 5                | 2                | 15               | 2                |

- 2019年、2020年は2種登録選手。トップチームにおける2種登録選手としての出場は無し。
- 2024年は特別指定選手。

出場歴
- Jリーグ初出場 - 2019年7月6日 J3第15節 vsカターレ富山（味の素フィールド西が丘）
- Jリーグ初得点 - 2025年3月30日 J2第7節 vsジェフユナイテッド市原・千葉（ヤマハスタジアム）

## 代表歴
- U-15日本代表
  - 2017年 AFC U-16選手権 (予選)（英語版）（グループ1位）
- U-16日本代表
  - 2018年 AFC U-16選手権（優勝）
- U-17日本代表
  - 2019年 FIFA U-17ワールドカップ（ベスト16）
- U-22日本代表
  - 2023年 アジア競技大会サッカー競技

## タイトル

### クラブ
横河武蔵野FCジュニア
- ダノンネーションズカップ2014

FC東京U-18
- プリンスリーグ関東 (2019年)

筑波大学蹴球部
- 関東大学サッカーリーグ戦1部(2023年)

### 代表
U-16日本代表
- AFC U-16選手権：1回（2018年）

### 個人
- 関東大学サッカーリーグ戦1部ベストイレブン：2回　(2023年)(2024年)